# فریده سپاه‌منصور
فریده سپاه‌منصور (زاده ۱۵ فروردین ۱۳۲۶ در تهران)، هنرپیشه ایرانی تئاتر، سینما و تلویزیون است.

## زندگی
فریده سپاه‌منصور در سال ۱۳۲۶ در تهران متولد شد و فعالیت در تئاتر را با بازی در نمایش «پرومته در زنجیر» در سال ۱۳۴۸ آغاز کرد. وی از سال ۱۳۴۹ تا سال ۱۳۶۱ در تئاتر فعالیت داشت. پس از آن به سینما و تلویزیون روی آورد. شروع فعالیت سینمایی‌اش بازی در «ردپایی بر شن» (۱۳۶۶) ساختهٔ محمدرضا هنرمند بوده است. از مهم‌ترین فیلم‌هایی که وی در آن‌ها به ایفای نقش پرداخته می‌توان به «ساحره»، «مارمولک»، «مهمان مامان»، «کتاب قانون» و مجموعهٔ تلویزیونی «عقیق» و روزگار جوانی اشاره کرد.

## زندگی شخصی
سپاه‌منصور همسر هوشنگ توکلی از بازیگران تئاتر، سینما و تلویزیون است.

## فیلم‌شناسی

### سینمایی
| نام فیلم         | سال تولید | کارگردان          |
| ---------------- | --------- | ----------------- |
| شوهر ستاره       | ۱۴۰۳      | ابراهیم ایرج‌زاد   |
| قیف              | ۱۴۰۱      | محسن امیریوسفی    |
| کلمبوس           | ۱۳۹۷      | هاتف علیمردانی    |
| پدر آن دیگری     | ۱۳۹۳      | یدالله صمدی       |
| آسمان محبوب      | ۱۳۸۸      | داریوش مهرجویی    |
| به روح پدرم      | ۱۳۸۸      | سیدجواد رضویان    |
| ده‌رقمی           | ۱۳۸۷      | همایون اسعدیان    |
| کتاب قانون       | ۱۳۸۷      | مازیار میری       |
| طهران تهران      | ۱۳۸۷      | داریوش مهرجویی    |
| قاعدهٔ بازی       | ۱۳۸۵      | احمدرضا معتمدی    |
| شوریده           | ۱۳۸۳      | محمدعلی سجادی     |
| گل یخ            | ۱۳۸۳      | کیومرث پوراحمد    |
| مارمولک          | ۱۳۸۲      | کمال تبریزی       |
| مهمان مامان      | ۱۳۸۲      | داریوش مهرجویی    |
| زمانه            | ۱۳۸۰      | حمیدرضا صلاحمند   |
| مسافر ری         | ۱۳۷۹      | داوود میرباقری    |
| تابلویی برای عشق | ۱۳۷۶      | حسینعلی لیالستانی |
| ساحره            | ۱۳۷۶      | داوود میرباقری    |
| فصل پنجم         | ۱۳۷۵      | رفیع پیتز         |
| آهوی وحشی        | ۱۳۶۹      | حمید خیرالدین     |
| تابستان ۵۸       | ۱۳۶۸      | مجتبی راعی        |
| دخترک کنار مرداب | ۱۳۶۸      | علی ژکان          |
| صنوبرهای سوزان   | ۱۳۶۸      | عباس شیخ‌بابایی    |
| ردپایی بر شن     | ۱۳۶۶      | محمدرضا هنرمند    |

### مجموعه تلویزیونی
| سال       | نام                              | سمت                      | کارگردان                            | توضیحات                                                                     |
| --------- | -------------------------------- | ------------------------ | ----------------------------------- | --------------------------------------------------------------------------- |
| ۱۴۰۳      | یزدان                            | بازیگر                   | منوچهر هادی                         | شبکه ۳ بهار ۱۴۰۴                                                            |
| ۱۴۰۳      | ذهن زیبا                         | بازیگر                   | سیدمحمدرضا خرمندان                  | شبکه ۱ رمضان ۱۴۰۳                                                           |
| ۱۴۰۱      | خوشنام                           | بازیگر                   | علیرضا نجف زاده                     | شبکه ۱ پخش در رمضان ۱۴۰۱                                                    |
| ۱۳۹۹      | شاهرگ                            | بازیگر                   | سید جلال دهقانی اشکذری              | شبکه ۲ پخش در تابستان ۹۹                                                    |
| ۱۳۹۹      | آخر خط                           | بازیگر                   | علیرضا مسعودی                       | شبکه ۳ پخش در تابستان ۹۹                                                    |
| ۱۳۹۷      | نون خ ۱                          | بازیگر                   | سعید آقاخانی                        | پخش در نوروز ۱۳۹۸ از شبکه ۱ نقش:مه‌لقا خانم                                  |
| ۱۳۹۶      | هیئت مدیره                       | بازیگر                   | مازیار میری                         | پخش در عید نوروز ۱۳۹۷ از شبکه تهران                                         |
| ۱۳۹۵      | برنا                             | بازیگر                   | عباس رنجبر                          | پخش در زمستان ۱۳۹۷ از شبکه ۳                                                |
| ۱۳۹۴      | دردسرهای عظیم ۲                  | بازیگر                   | برزو نیک نژاد                       | پخش در ماه رمضان ۱۳۹۴ از شبکه ۳                                             |
| ۱۳۹۳–۱۳۹۱ | جلال‌الدین                        | بازیگر                   | شهرام اسدی آرش معیریان              | پخش از دی ماه ۱۳۹۳ از شبکه ۱                                                |
| ۱۳۹۱–۱۳۹۲ | همه خانواده من                   | بازیگر                   | داریوش فرهنگ                        | در نوروز ۱۳۹۲ پخش شد.                                                       |
| ۱۳۹۱–۱۳۹۲ | بیا از گذشته حرف بزنیم (سری دوم) | بازیگر                   | حمید نعمت‌الله                       |                                                                             |
| ۱۳۸۹      | تله فیلم بی‌قرار                  | بازیگر                   | بهمن گودرزی                         |                                                                             |
| ۱۳۸۸      | تله‌تئاتر «خانم سوئیچ عزیز»       | بازیگر                   | محمود یعقوبی                        | کارگردان تلویزیونی: «مسعود فروتن» نویسنده: «جان پاتریک شنلی» / شبکه ۴       |
| ۱۳۸۸      | تله‌تئاتر «هتل پلازا»             | بازیگر                   | کوروش نریمانی                       | نویسنده: «نیل سایمون»                                                       |
| ۱۳۸۸      | تله‌فیلم «به روح پدرم»            | بازیگر                   | سیدجواد رضویان                      | شبکه ۱                                                                      |
| ۱۳۸۸      | تله‌فیلم «بانو»                   | بازیگر                   | نادر مقدس                           | شبکه ۱                                                                      |
| ۱۳۸۸      | تله‌فیلم «پشت در خبری نیست»       | بازیگر                   | شبنم عرفی‌نژاد                       | نویسنده و تهیه‌کننده: «کیانوش عیاری»                                         |
| ۱۳۸۸      | تله‌فیلم «شب‌های خرمشهر»           | بازیگر                   | حسین تبریزی                         |                                                                             |
| ۱۳۸۷      | تله‌فیلم «دردسر»                  | بازیگر                   | حسن آقاکریمی                        | این تله‌فیلم در آغاز، «کلاهبرداری» نام داشت.                                 |
| ۱۳۸۶      | مرگ تدریجی یک رؤیا               | بازیگر                   | فریدون جیرانی                       | شبکه ۲                                                                      |
| ۱۳۸۵      | سفر به تاریکی                    | بازیگر                   | فریدون جیرانی                       |                                                                             |
| ۱۳۸۵      | تله‌فیلم «زیارت»                  | بازیگر                   | صادق کرمیار                         |                                                                             |
| ۱۳۸۵      | تله‌فیلم «با هم در خانه»          | بازیگر                   | بهمن زرین‌پور                        | شبکه ۲                                                                      |
| ۱۳۸۴–۱۳۸۳ | پیله‌های پرواز                    | بازیگر                   | حسین سهیلی‌زاده                      |                                                                             |
| ۱۳۸۳      | دوباره زندگی                     | بازیگر                   | نادر مقدس                           | شبکه تهران                                                                  |
| ۱۳۸۳–۱۳۸۲ | خانه‌ای در تاریکی                 | بازیگر                   | سعید سلطانی                         | شبکه ۳                                                                      |
| ۱۳۸۲      | معصومیت از دست رفته              | بازیگر                   | داود میرباقری                       | در نقش «سوفیا»                                                              |
| ۱۳۸۰      | دوران سرکشی                      | بازیگر                   | کمال تبریزی                         | شبکه تهران                                                                  |
| ۱۳۸۰      | این قافله عمر                    | بازیگر                   | مهدی علی‌احمدی                       |                                                                             |
| ۱۳۸۰–۱۳۷۹ | دوستانه                          | بازیگر                   | محمد رحمانیان                       | بازی در اپیزود «الفبای ۲۰۰۰ ساله» از برنامه کودک و نوجوان شبکه ۲ پخش می‌شد.  |
| ۱۳۷۹      | این یک دادگاه نیست               | بازیگر                   | اصغر توسلی                          | شبکه تهران                                                                  |
| ۱۳۷۹      | کلبه سپید                        | بازیگر                   | مهرداد رایانی مخصوص رحمان سیفی آزاد |                                                                             |
| ۱۳۷۹      | گل سرخی برای داوود               | بازیگر                   | محمد رحمانیان                       | برنامه کودک و نوجوان شبکه ۲                                                 |
| ۱۳۷۸      | داستان یک شهر (سری اول)          | بازیگر مهمان             | اصغر فرهادی                         | شبکه تهران                                                                  |
| ۱۳۷۸–۱۳۷۷ | مجتمع مسکونی فرج و فرخ           | بازیگر                   | اصغر فرهادی                         | در نوروز ۱۳۷۸ از شبکه ۲ پخش شد.                                             |
| ۱۳۷۷      | روزگار جوانی                     | بازیگر مهمان در نقش مریم | اصغر توسلی شاپور قریب               | فیلمنامه: «اصغر فرهادی»                                                     |
| ۱۳۷۶      | تله‌تئاتر «خواستگاری»             | بازیگر                   | محمد رحمانیان                       |                                                                             |
| ۱۳۷۶–۱۳۷۵ | تهران ۱۱- ۵۹۵ ج ۴۸               | بازیگر مهمان             | مرضیه برومند                        | بازی در اپیزود «سرانجام» / شبکه تهران                                       |
| ۱۳۷۵      | تله‌فیلم «پیرمرد و زمین»          | بازیگر                   | عطاءالله سلیمانیان                  |                                                                             |
| ۱۳۷۵      | ماه مهربان                       | کارگردان                 | بهروز بقایی                         | نویسنده: «اصغر فرهادی» این سریال، اولین سریالی بود که از شبکه تهران پخش شد. |
| ۱۳۷۴      | راننده تاکسی                     | بازیگر                   | رسول نجفیان                         | از برنامه «سیمای خانواده» پخش می‌شد.                                         |
| ۱۳۷۴      | بی‌بی‌یون                          | بازیگر                   | حسین پناهی                          | شبکه ۱                                                                      |
| ۱۳۷۴      | حباب                             | بازیگر                   | ابوالقاسم معارفی                    |                                                                             |
| ۱۳۷۳      | نیمهٔ پنهان ماه                   | بازیگر                   | مجید جعفری                          | در ماه رمضان، هر شب از شبکه ۱ پخش می‌شد.                                     |
| ۱۳۷۲      | تله‌فیلم «دیدار در غبار»          | بازیگر                   | سید ضیاءالدین دری                   |                                                                             |
| ۱۳۷۱      | نقطهٔ اوج                         | بازیگر                   | محمدمهدی عسگرپور                    | شبکه ۱                                                                      |
| ۱۳۷۱      | چشمه زندگی                       | بازیگر                   | حمید خیرالدین                       | شبکه ۲                                                                      |
| ۱۳۷۵–۱۳۷۰ | امام علی                         | بازیگر                   | داود میرباقری                       | در نقش «ام ذر» (همسر ابوذر)                                                 |
| ۱۳۶۸      | عقیق                             | بازیگر                   | حمید تمجیدی                         | در نقش «خانم دهقان» / شبکه ۲                                                |
| ۱۳۶۷      | بخش چهار جراحی                   | بازیگر                   | مسعود فروتن                         |                                                                             |
| ۱۳۶۷      | تهران ۵۳                         | بازیگر                   | هوشنگ توکلی                         | شبکه ۱                                                                      |
| ۱۳۶۶–۱۳۶۵ | گرگها                            | بازیگر                   | داود میرباقری                       | شبکه ۱                                                                      |
| ۱۳۶۵      | مدرس                             | بازیگر                   | هوشنگ توکلی                         | شبکه ۱                                                                      |
| ۱۳۶۲      | تله‌تئاتر «لومومبا»               | بازیگر                   | هوشنگ توکلی                         | کارگردان تلویزیونی: «علی‌اصغر اوجانی» نویسنده: «امه سزر»                     |

### نمایش خانگی
| سال       | نام    | سمت    | کارگردان      | نقش                | توضیحات                |
| --------- | ------ | ------ | ------------- | ------------------ | ---------------------- |
| ۱۳۹۲–۱۳۹۳ | شاهگوش | بازیگر | داود میرباقری | عزیز، مادر اسدخفته | پخش در شبکه نمایش‌خانگی |
| ۱۴۰۱      | آکتور  | بازیگر | نیما جاویدی   | بی‌بی، مادر علی‌همتی | پخش در شبکه نمایش‌خانگی |

### تئاتر
سپاه‌منصور کار خود در تئاتر را از تئاترهای دانشجویی دهه چهل آغاز کرده و تاکنون در نمایشهای متعددی ایفای نقش کرده است:
- تراس (۱۳۹۸)
- ترن (۱۳۹۵)
- پپرونی برای دیکتاتور (۱۳۹۴)
- دن کامیلو (۱۳۹۳)